# Джозеф Лармор
Джо́зеф Лармор (англ. Sir Joseph Larmor; 11 липня 1857, Магераголл, графство Антрім, Північна Ірландія — 19 травня 1942, Голівуд, графство Даун, Північна Ірландія) — ірландський фізик-теоретик і математик, член Лондонського королівського товариства (1892), у 1912—1914 — його віце-президент.

## Біографічні дані
Джозеф Лармор народився 11 липня 1857 року в сім'ї Г'ю Лармора, власника крамниці у Белфасті та Анни Райт.
Навчався у Королівській гімназії (англ. Royal Belfast Academical Institution), закінчив Королівський університет у Белфасті (1877) та коледж Кембриджського університету (1879).
У 1880—1885 роках — викладав фізику Королівському коледжі Голуей, з 1885 до 1932 працював у Кембриджському університеті (з 1903 — лукасівський професор математики).
Наукові праці стосуються електродинаміки рухомих тіл, термодинаміки, магнетизму, вивчення структури атома.
1897 року Лармор опублікував формули релятивістських перетворень координат і часу (зараз відомі як перетворення Лоренца) і формулу додавання швидкостей, за два роки до Г. Лоренца і за вісім років до А. Ейнштейна.
Його монографія «Ефір і матерія» (1900) відіграла значну роль у розвитку електродинаміки.
Лармор першим почав розробляти електронну теорію діамагнетизму. У 1895 відкрив прецесію електрона, що обертається в зовнішньому магнітному полі (прецесія Лармора).
Помер 19 травня 1942 року в Голівуді (графство Даун, Північна Ірландія).

## Нагороди
- Лукасівський професор математики (1903)
- Бейкерівська лекція (1909)
- Медаль де Моргана (1914)
- Королівська медаль (1915)
- Премія Понселе (1918)
- Медаль Коплі (1921)

## Вшанування пам'яті
У 1970 році Міжнародний астрономічний союз присвоїв ім'я Джозефа Лармора кратеру на зворотному боці Місяця.